# State of America with Kate Bolduan
State of America with Kate Bolduan war eine halbstündige Politik-Diskussions-Sendung in Englisch auf dem internationalen US-amerikanischen Fernsehsender CNN International gesendet wurde. Die Diskussion wurde moderiert durch Kate Bolduan. Die Sendung lief von 2017 bis Juli 2018 werktäglich. Ab Oktober 2018 wurde der Sendetermin in eine wöchentliche Sendung geändert. Gesprochen wurde über Themen der US-Innen- und Außenpolitik. Die Sendung ging hervor aus Kate Bolduans Berichterstattung über die Präsidentschaftswahl in den Vereinigten Staaten 2016, welche sie in der Sendung State of the Race with Kate Bolduan präsentierte. Am 20. September 2019 wurde die Sendung eingestellt.
Die ersten 10 Minuten fasste Bolduan das politische Tagesgeschehen auf die ihr eigene Art zusammen. Nach einer Werbepause trat dann das zumeist 4 Personen umfassende Panel (englisch für Gremium, Ausschuss oder Forum) zusammen. Gesprochen wurde dabei live im Studio. Manchmal war das Panel per Live-Video-Konferenzschaltung im Gespräch. Das Panel bestand sowohl aus CNN-Kommentatoren als auch aus Nicht-CNN-Mitarbeitern, sowohl Demokraten als auch Republikanern und Partei-Unabhängigen. Die Gäste konnten dabei Journalisten oder allgemein Medientätige sein oder auch ehemalige Militärangehörige, politische Berater und Politiker. Der Hintergrund der Panel-Mitglieder variierte allgemein.
Die Diskussion wurde in einem lockeren Zeitscheibenverfahren durchgeführt, wobei Bolduan den Sprechern Fragen stellte, ihnen Zeit zum Antworten und Diskutieren gab und im Notfall schlichtend eingriff.
Die Diskussion war meistens humorvoll analytisch und versuchte die Bedeutung der Äußerungen und möglichen Absichten diverser Politiker und des 45. Präsident der Vereinigten Staaten Donald Trump zu ergründen. Es wurde über den Umgang mit den sogenannten Fake News und die möglichen Folgen politischer Entscheidungen bzw. deren Unterlassung gesprochen. Auch auf Zeitgeschehen wurde eingegangen. Es wurde versucht dabei zu berücksichtigen, dass das Publikum international war. Das gesamte Panel verfügte über einen reichen Erfahrungsschatz.

## Kontroverse mit Carl Higbie über den Schutz anonymer Quellen
Im Mai 2017 verlangte einer von Kate Bolduans Gästen, der republikanische Trump-Unterstützer Carl Higbie, die Offenlegung einer anonymen Quelle. Der Zusammenhang war, dass Donald Trump geheime Informationen mit dem russischen Botschafter Sergei Kisljak geteilt hatte, welches zu einer Offenlegung der Quelle ebendieser Informationen hätte führen können. Higbie verlangte, dass die anonyme Quelle, welche über diesen Vorfall sprach, nun ebenfalls offengelegt würde. Bolduan und er stritten sich vor laufender Kamera darüber (sie war absolut dagegen).
Carl Higbie ist bekannt für seine kontroversen bis provokativen Kommentare, was unter anderem dazu führte, dass er im Januar 2018 das Trump-Team wegen von ihm in den Jahren 2013 und 2014 getätigter rassistischer Kommentare Schwarze und Muslime betreffend verlassen musste.
Der Schutz von Quellen, welcher in Amerika reporter’s privilege genannt wird, lag in Bolduans Autorität und Aufgabenbereich. Das Zeugnisverweigerungsrecht wird in Amerika durch shield laws geschützt.